# Kościół Matki Bożej Królowej Polski w Głogówku
Kościół pw. Matki Bożej Królowej Polski w Głogówku – katolicki obiekt sakralny, wybudowany w 1945 roku.

## Historia
Wzniesiony został z inicjatywy mieszkańców Głogówka i Kulowa pod nadzorem księdza proboszcza Władysława Łętkowskiego, krótko po drugiej wojnie światowej. Do istniejącej już dzwonnicy została dobudowana kaplica, która przez długi czas była modernizowana. Kościół jest budowlą w kształcie prostokąta z dostawioną do jego czoła wieżą. Głównym budulcem z jakiego zbudowano kościół jest drewno. Dzwonnica wzniesiona jest na podstawie w kształcie kwadratu i została wybudowana z cegły. Wieża jest pięciopoziomowa, pierwszy poziom spełnia rolę głównego wejścia do kościoła, drugi służy jako dzwonnica, trzeci jest nie wykorzystany, natomiast na czwartym poziomie znajduje się dzwon zawieszony na metalowej konstrukcji wspierającej się na stropie, piąty poziom pełni funkcje poddasza. Na dzwonie można dostrzec datę początku i końca pierwszej wojny światowej, która umieszczona jest w krzyżu. 

## Wyposażenie
Ołtarz jest wykonany z drewna, na którym znajduje się obraz Matki Boskiej Królowej Polski, który wykonany został również przez stolarzy z Głogówka. Obraz ten ma także swoją historię. W roku 1952 wyruszyła pielgrzymka z Głogówka do Częstochowy, podczas której delegaci zakupili obraz Matki Boskiej Królowej Polski. Po prawej stronie ołtarza znajduje się zakrystia. Przed wejściem do kościoła postawiony jest Krzyż Misyjny, który jest pamiątką z czasu pierwszej wizyty Biskupa i pierwszego bierzmowania jakie miało miejsce w Głogówku. W 2005 roku ku czci papieża Jana Pawła II został wzniesiony w kościele w Głogówku nowy ołtarz z tablicą upamiętniającą. Na tablicy widnieje napis: 

"Szukałem was...  teraz przyszliście do mnie... i za to wam dziękuje."

Ołtarz ten został sfinansowany i wzniesiony, również jak wszystko do tej pory przez mieszkańców Głogówka i Kulowa.

## Galeria

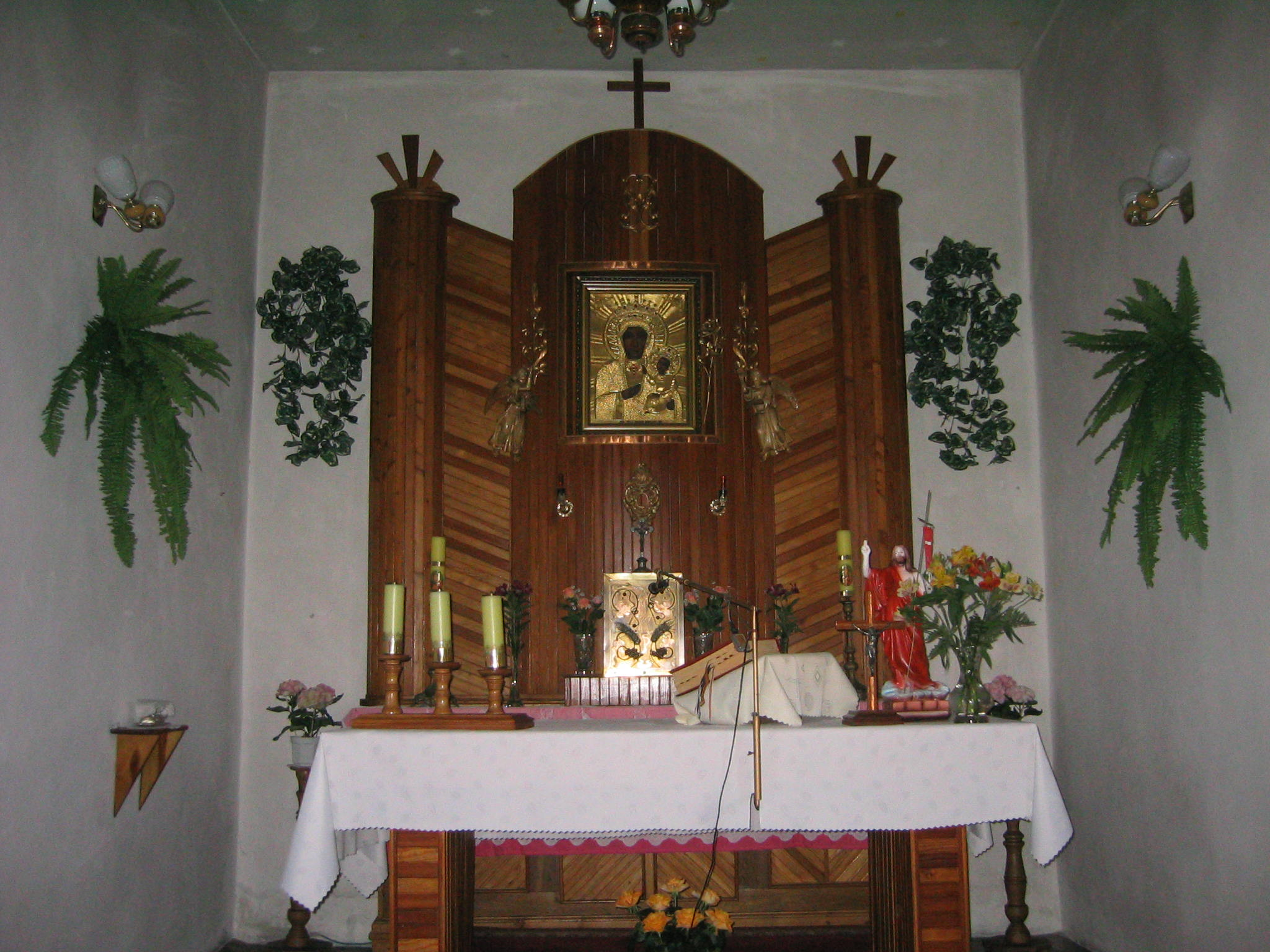
Główny ołtarz.
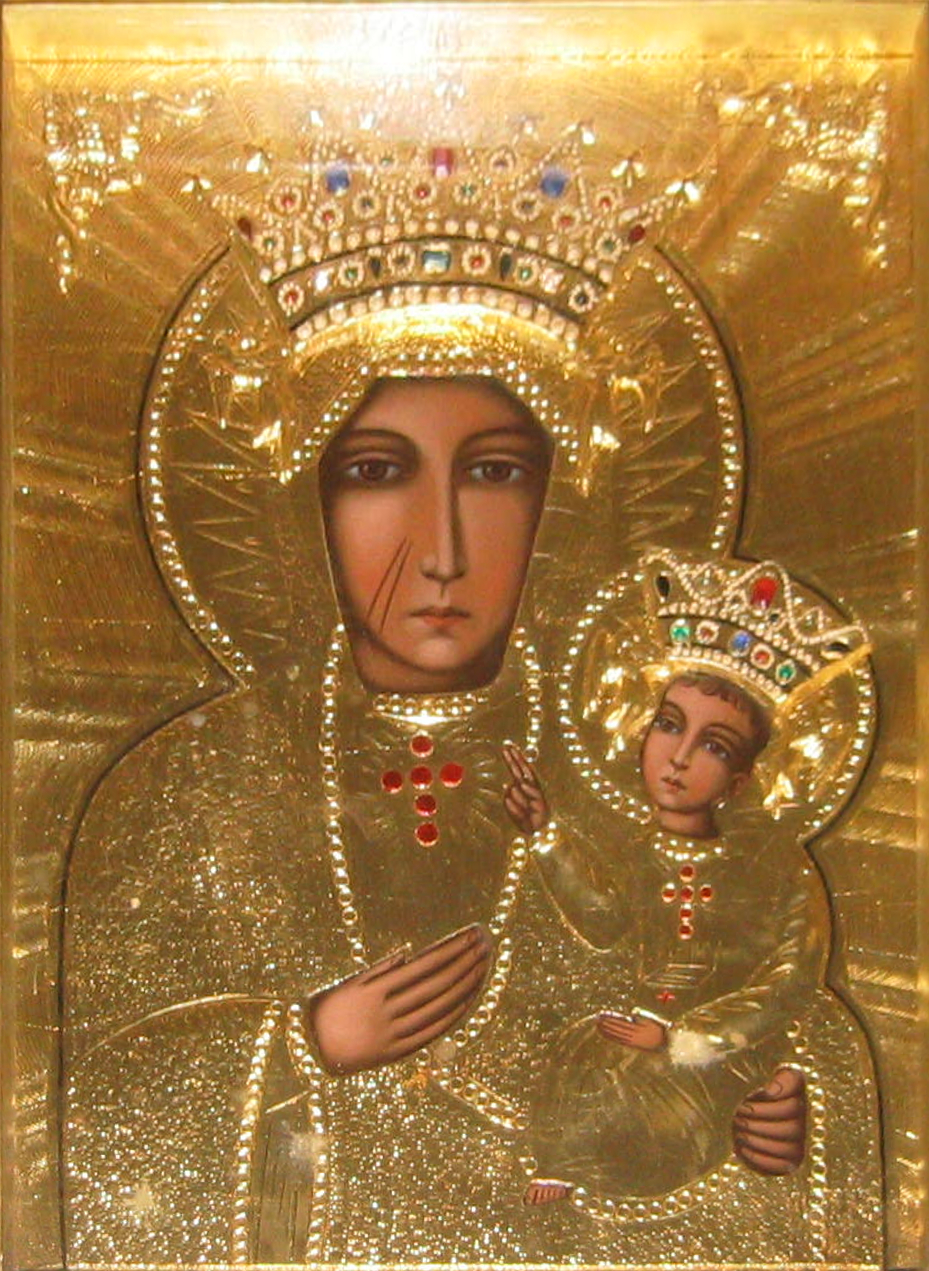
Obraz Matki Boskiej Częstochowskiej
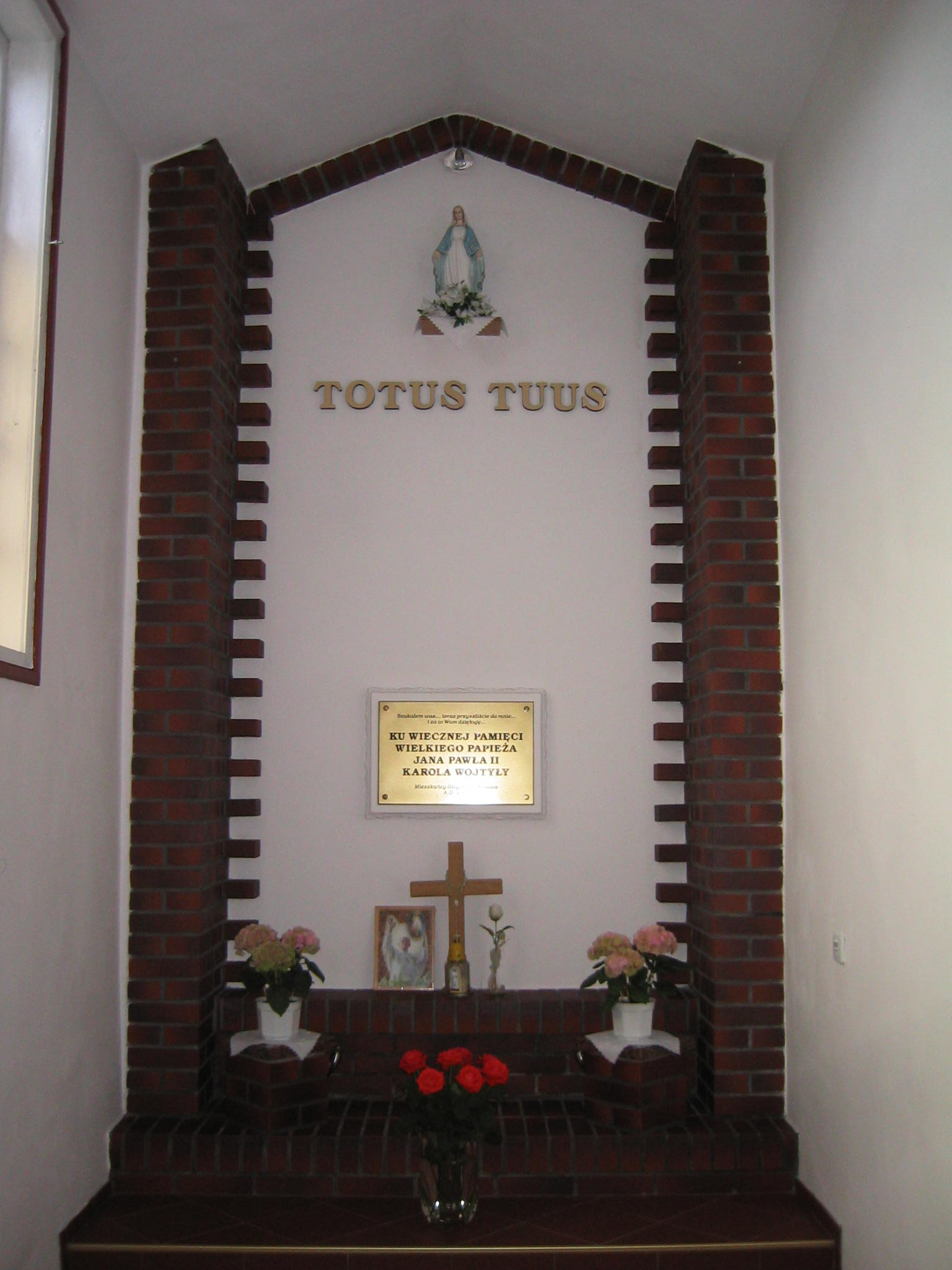
Ołtarz z tablicą pamiątkową.